# Miaplacidus

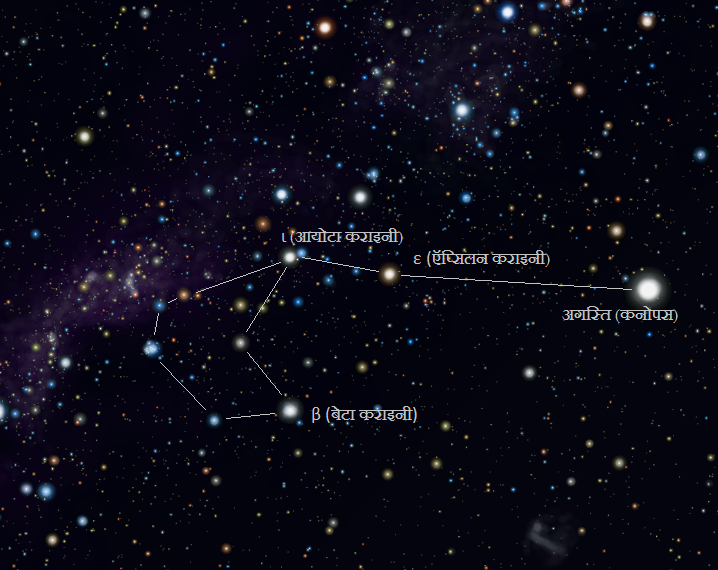
segunda estrella más brillante de la constelación de Carina

Miaplacidus o Miaplácidus (Beta Carinae / β Car / HD 80007) es, con magnitud aparente +1.67, la segunda estrella más brillante de la constelación Carina, detrás de Canopus (α Carinae). Fue la estrella «Alfa» de la antigua constelación de Robur Carolinum.

## Nombre
El nombre de Miaplácidus apareció por vez primera en 1856 cuando fue publicado el atlas estelar Geography of Heavens, de Elijah Hinsdale Burritt. El origen y significado del término fue un enigma durante décadas, hasta que William Higgins, un experto en nombres de estrellas, conjeturó que el nombre de Miaplácidus aparentemente es una combinación del árabe مياه miyāh («aguas») y del latín placidus («plácido»).

## Características físicas
Situada a 111 años luz de distancia del sistema solar, Miaplácidus es una subgigante blanca de tipo espectral A2IV con una temperatura efectiva de 9100 K. Su luminosidad es 210 veces superior a la luminosidad solar y su radio es casi seis veces más grande que el del Sol. Su velocidad de rotación, de al menos 139 km/s, da lugar a un período de rotación de 2.1 días. A partir de la teoría de estructura y evolución estelar se puede estimar su masa, siendo ésta entre 3 y 3.1 veces mayor que la masa solar. Con una edad entre 260 y 350 millones de años, en su interior está finalizando la fusión del hidrógeno y su núcleo debe estar formado casi exclusivamente por helio inerte. En sólo 2.5 millones de años empezará la transformación del helio en carbono, y Miaplácidus crecerá para convertirse en una gigante roja.
A diferencia de otras estrellas de tipo espectral A con discos de polvo alrededor, posibles lugares de formación de sistemas planetarios, en Miaplácidus no se ha encontrado evidencia alguna al respecto.